# Отворено првенство Аустралије у тенису 2014.
Отворено првенство Аустралије у тенису или Аустралија опен је први гренд слем турнир у сезони, који је 2014. одигран по 102 пут. Као и раније одржан је у другој и трећој недељи године од 14. до 26. јануара у Мелбурну у Аустралији.
Серена Вилијамс је поставила рекорд по броју победа (61) и броју наступа (70) међу женама у појединачној конкуренцији. Досадашњи рекордерка, по броју победа у појединачној конкуренцији, била је Аустралијанка Маргарет Корт са 60 победа.
Титулу у женској конкуренцији бранила је белоруска тенисерка Викторија Азаренка, али је у четвртфиналу изгубила од Пољакиње Агњешке Радвањске.
У мушкој конкуренцији троструки узастопни бранилац титуле Новак Ђоковић изгубио је у четвртфиналу од Станисласа Вавринке.